# Winfried Zillig
Winfried Zillig   (Würzburg, 1 d'abril de 1905 - Hamburg, 18 de desembre de 1963) fou un compositor, teòric de la música i director d'orquestra alemany.
Zillig va néixer a Würzburg. Després de deixar l'escola, Zillig va estudiar dret i música. Un dels seus professors allà fou Hermann Zilcher. A Viena fou deixeble privat d'Arnold Schönberg, després que el seguís a Berlín. Les seves primeres composicions daten d'aquesta època.
El 1927 es va convertir en l'assistent d'Erich Kleiber a l'Òpera l'Estat de Berlín. Poc temps després es va repetir la mateixa feina a l'òpera d'Oldenburg. Els anys 1932 a 1937 va actuar com a repetidor i Kapellmeister a l'Òpera de Düsseldorf. Va seguir posicions com a Kapellmeister a Essen i al començament dels anys quaranta com a líder musical de l'òpera a Posen. Després de la fi de la Segona Guerra Mundial es va convertir en el primer Kapellmeister de l'Òpera de Düsseldorf. Entre els anys 1947 i 1951 va ocupar el lloc de cap de direcció a l'"HR-Sinfonieorchester". També va actuar com a director convidat de l'Orquestra Simfònica de Radio Éireann (Irlanda), en els primers mesos de 1953. Després de 1959 va dirigir la divisió musical de "Norddeutscher Rundfunk". Zillig va morir el 1963 a Hamburg.
Winfried Zillig va ser molt productiu com a compositor. La seva producció inclou òperes, oratoris, passions, música coral, serenates, quartets de corda i altres músiques de cambra, a més de lieder i suites. També va ser el responsable de completar la partitura de l'oratori Die Jakobsleiter, que el seu antic professor Arnold Schönberg havia deixat inacabat, a petició de la vídua de Schönberg. A més, es va tenir anomenada com a teòric de la música amb un èmfasi en la tècnica de dotze tons.